# Conus gubernator
Conus gubernator е вид охлюв от семейство Conidae. Видът не е застрашен от изчезване.

## Разпространение и местообитание
Разпространен е в Британска индоокеанска територия, Индия (Керала, Лакшадвип и Тамил Наду), Кения, Коморски острови, Мавриций, Мадагаскар, Майот, Малдиви, Мозамбик, Реюнион, Сейшели, Сомалия, Танзания и Шри Ланка.
Обитава пясъчните дъна на океани и морета. Среща се на дълбочина от 3 до 51 m, при температура на водата около 28,9 °C и соленост 35 ‰.